# Адигейска автономна област
Адигейска автономна област (на руски: Адыге́йская автоно́мная о́бласть) е автономна област в Краснодарски край, Съветски съюз. Съществува от 1922 до 1991 г.

## История
Черкезката (Адигейска) автономна област е създадена вътре в Руската съветска федеративна социалистическа република на 27 юли 1922 на територията на Кубанската черноморска област, основно населена с адигейци. По това време Краснодар е административния център. Скоро след създаването си, на 24 август 1922, е преименувана на Адигейска (Черкезка) автономна област. На 24 октомври 1924 областта става част от Северно-кавказкия край. Преименувана е на Адигейска автономна област през юли 1928. На 10 януари 1934 автономната област става част от Азовско-черноморския край. Майкоп е определен за административен център на автономната област през 1936. Адигейската АО става част от Краснодарски край, когато е създадена на 13 септември 1937.
На 3 юли 1991 автономната област е издигната в статут на република под юрисдикцията на Руската федерация и е преименувана на република Адигея.